# Marià Fortuny

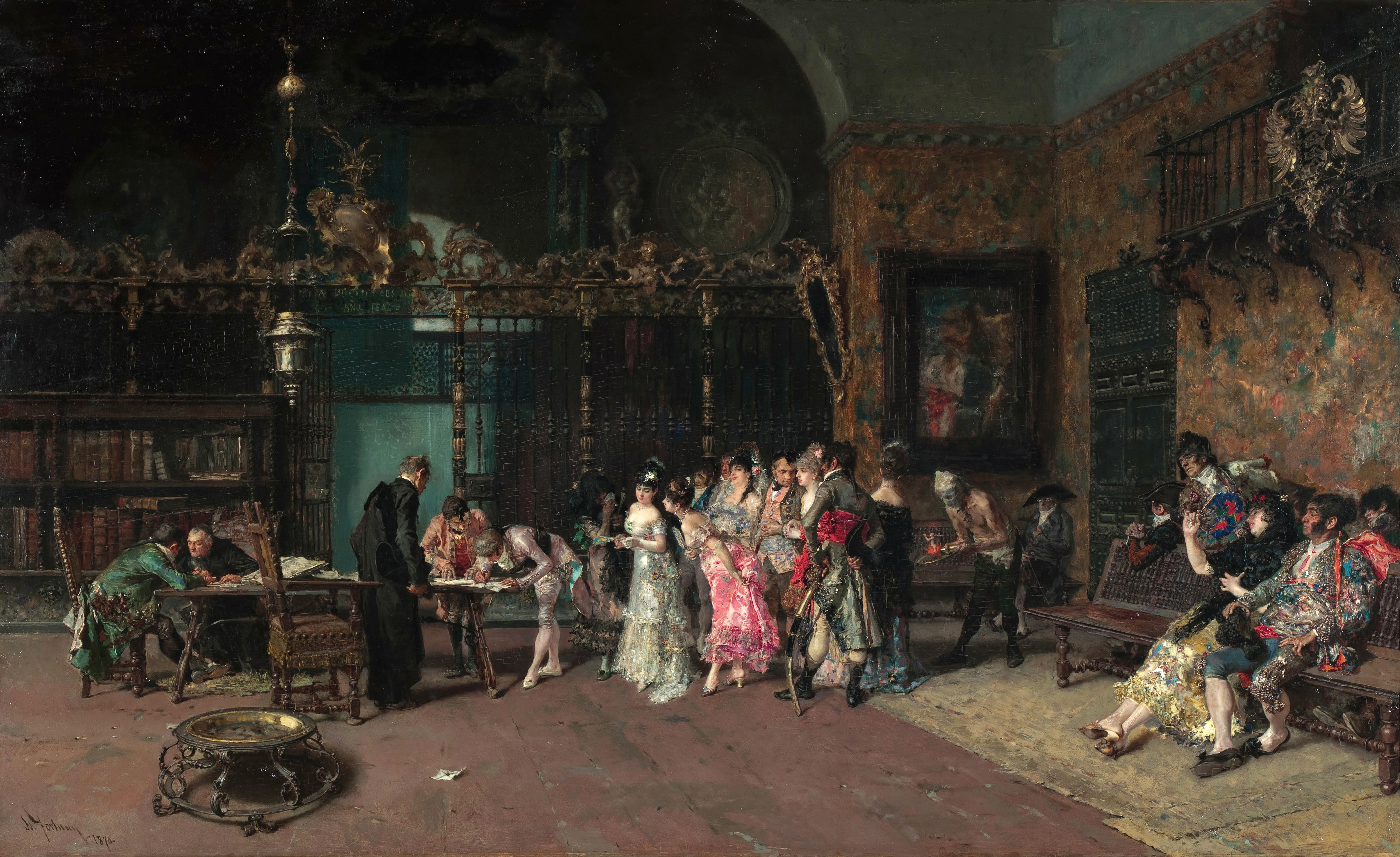
La vicaría, 1870

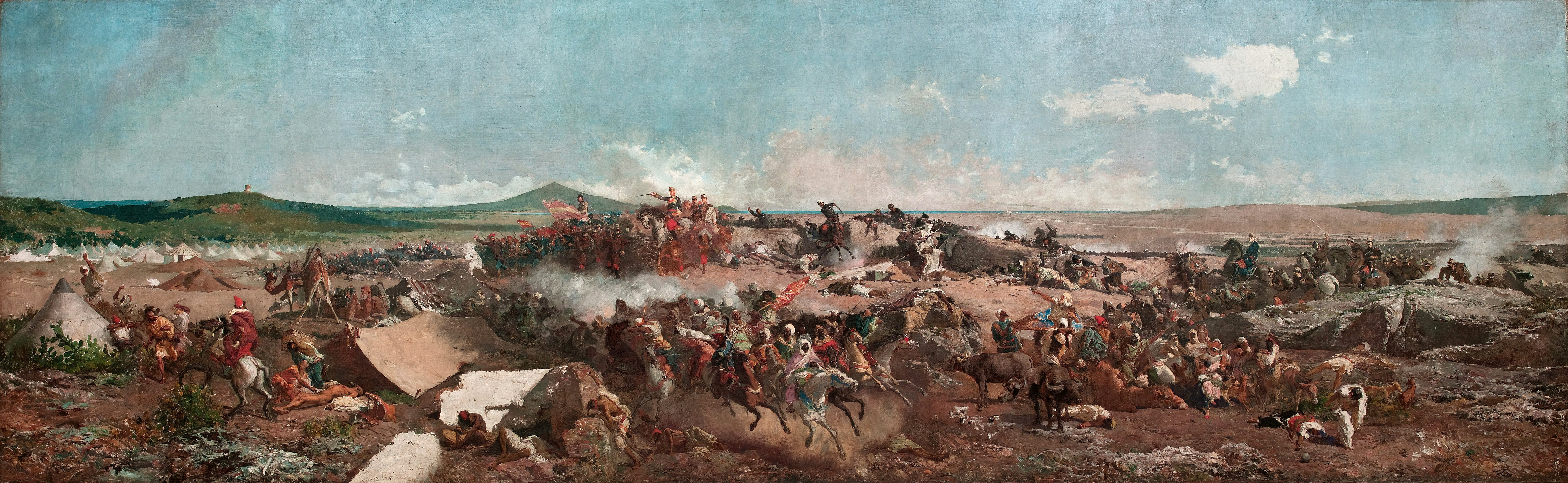
Bitwa pod Tetuanem, 1863-73

Marià Fortuny (kat. Marià Josep Maria Bernat Fortuny i Marsal, hiszp. Mariano José Maria Bernardo Fortuny y Marsal) – hiszpański malarz i grafik pochodzący z Katalonii. 
Od najmłodszych lat jego artystyczną edukacją zajmował się dziadek. Uczył się w pracowni malarza Domèneca Soberano. Pracował również u miniaturzysty złotnika Antoniego Bassa, który wpłynął na przywiązanie do szczegółu widoczne później w malarstwie Fortunego.
W 1852 r. w towarzystwie dziadka przeniósł się do Barcelony. Pracował w warsztacie rzeźbiarza Domèneca Talarna, który zapewnił mu pierwsze stypendium oraz zwolnienie z czesnego w Królewskiej Katalońskiej Akademii Sztuk Pięknych św. Jerzego w Barcelonie. Jego nauczycielami w akademii byli pozostający pod wpływem stowarzyszenia malarskiego Nazareńczyków Pablo Milà y Fontanals, Luis Rigalt i Claudio Lorenzale.
W 1858 r. po raz pierwszy wyjechał do Rzymu na stypendium delegacji prowincji Barcelony. Zaprzyjaźnił się z innymi artystami hiszpańskimi takimi jak Eduardo Rosales czy Dióscoro Puebla i włoskimi, m.in. z Attiliem Simonettim, którego był uczniem. 
W 1859 r. rozpoczęła się wojna hiszpańsko-marokańska. Delegacja prowincji Barcelona zleciła Fortunemu udanie się do Maroka i zilustrowanie tamtejszych wydarzeń. Wyjechał w towarzystwie pisarza Pedra Antonia de Alarcón i pracował jako malarz w oddziałach generała Juana Prima y Pratsa.
Afryka stała się dla Fortunego inspiracją i artystycznym odkryciem. Zachwycił się północnoafrykańskim światłem, otwartymi przestrzeniami i mieszkańcami Maroka. Nauczył się podstaw arabskiego, aby lepiej zintegrować się z regionem. Pod wpływem pobytu w Maroku wyzbył się konwencji i akademizmu na rzecz fascynującego go orientalizmu. W tym czasie namalował Bitwę pod Tetuanem (Museu Nacional d’Art de Catalunya, Barcelona).
Po powrocie do kraju ponownie udał się do Rzymu. Ożenił się z Cecilią de Madrazo, córką malarza Federica Madrazo i siostrą Raimunda Madrazo, który był przyjacielem Fortunego.
W Rzymie namalował jedne ze swoich najbardziej znanych dzieł takich jak La vicaría (Museu Nacional d’Art de Catalunya, Barcelona), prawdopodobnie zainspirowane wikariuszami z kościoła św. Pawła w Reus (Sant Pere de Reus). Został wysoko oceniony przez francuskiego krytyka sztuki Théophila Gautiera, co szybko przyniosło mu sławę. Marszand Goupil, z którym Fortuny podpisał kontrakt na wyłączność, kupił obraz La vicaría za cenę 70,000 franków. Nie wystawiał dzieła z obawy o uszkodzenie, aż udało mu się je odsprzedać za 250.000 franków.
Około 1870 r. przeniósł się do Paryża, gdzie studiował dzieła artystów z Luwru i Muzeum Sztuki w Luksemburgu. Interesował się artystami takimi jak Horace Vernet, Eugène Fromentin, Alexandre Decamps, a w szczególności Eugène Delacroix.
W 1868 r. razem z rodziną przeniósł się do Grenady, gdzie namalował wiele obrazów. Zaprosił swoich przyjaciół z Paryża takich jak Martín Rico, Jules Worms czy Eduardo Zamacois, który zmarł w Madrycie, zanim dojechał do Grenady.
Wyjechał na krótko do Londynu a następnie do Neapolu i Portici, niewielkiej miejscowości na południu Włoch. Ostatecznie wrócił do Rzymu, gdzie zmarł 21 listopada 1874 roku.
W kwietniu 1875 r. dzieła oraz należące do niego przedmioty, które znajdowały się w pracowni Fortunego po jego śmierci, zostały sprzedane na aukcji w Hotel Drouot de Paris osiągając bardzo wysokie ceny.
Mimo śmierci w tak młodym wieku (miał 36 lat), jego dzieła uznawane są za geniusz malarski, który naznaczył całe pokolenie malarzy europejskich. Jego serce zostało pochowane w rodzinnym Reus, w kościele św. Pawła. Obecnie w Reus istnieje teatr jego imienia (Teatro Fortuny), plac (Plaza del Pintor Fortuny) i aleja.
Jego syn Mariano Fortuny y Madrazo był malarzem i scenografem.